# باشگاه فوتبال زامورا
باشگاه فوتبال زامورا (انگلیسی: Zamora CF)یک باشگاه فوتبال در کشور اسپانیا مستقر در زامورا، در منطقه خودمختار کاستیا و لئون است. که در سال ۱۹۶۸ تأسیس شد. این تیم در پریمرا دیویژن - گروه ۱ بازی می‌کند و بازی‌های خانگی را در ورزشگاه Estadio Ruta de la Plata با ظرفیت ۷۸۱۳ صندلی، برگزار می‌کند

## تاریخچه
باشگاه فوتبال زامورا در ۲۳ اکتبر ۱۹۶۸ تأسیس شد. اما به‌طور رسمی قانون شماره ۱ این باشگاه به تاریخ ۷ نوامبر ۱۹۶۸ مربوط می‌شود، زمانی که باشگاه در فدراسیون غربی در والادولید ثبت شد. این باشگاه در سال ۱۹۶۹ در Primera Regiona شروع به کار کرد. در فصل ۱۹۷۰–۷۱ قهرمان آن شد و به Tercera División صعود کرد.